# Eressa detola
Eressa detola är en fjärilsart som beskrevs av Swinhoe. Eressa detola ingår i släktet Eressa och familjen björnspinnare. Inga underarter finns listade i Catalogue of Life.